# Michael Birkeland

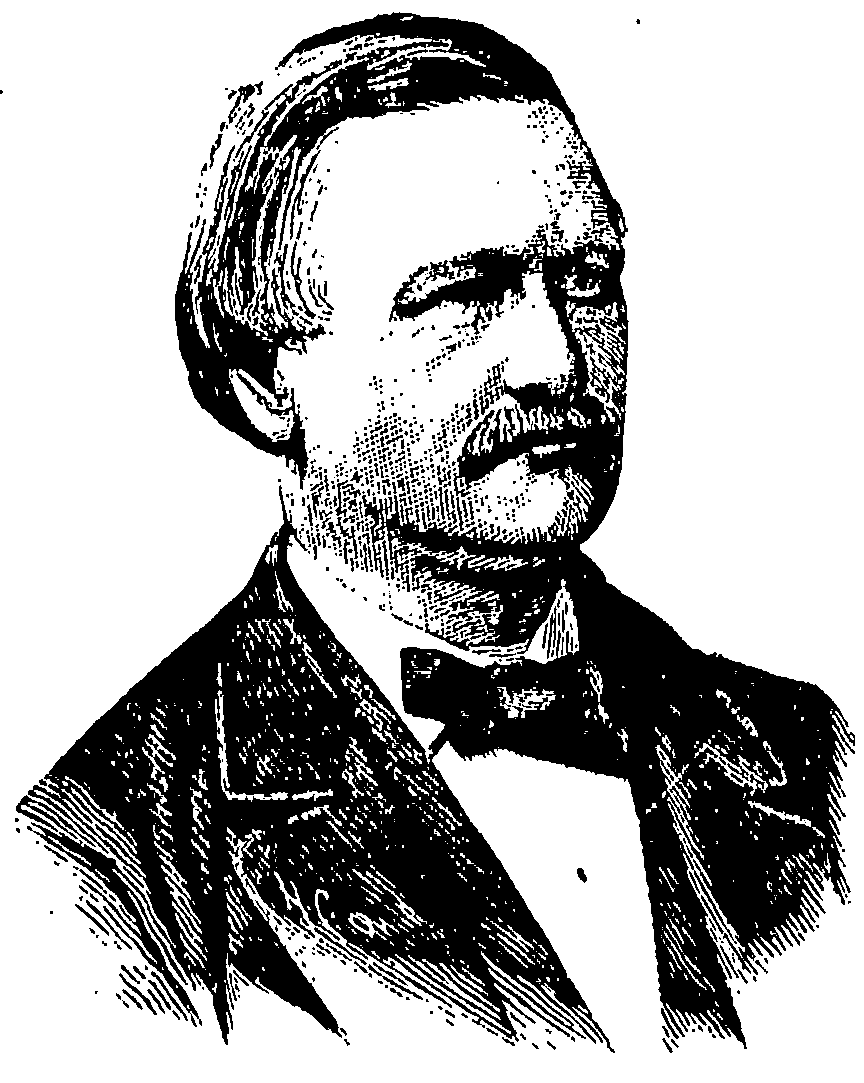
Michael Birkeland

Michael Birkeland, auch Mikael Birkeland (* 16. Dezember 1830 in Egersund; † 24. Mai 1896 in Kristiania) war ein norwegischer Reichsarchivar, Historiker und Politiker.

## Leben

### Jugend und Ausbildung
Seine Eltern waren der Schiffer und Kaufmann, später Oberlotsen und Hafendirektor Gunnar Jacobsen Birkeland (1799–1871) und seiner Frau Anna Michaelsdatter Stapnes (1802–1889). Er heiratete am 28. August 1860 Marie Bachke (19. September 1831–26. Mai 1919), Tochter des Lehnsmannes und Bergwerks-Buchhalters Halvor Olsen Bachke (1800–1852) und seiner Frau Anne Sophie Ditlevsen (1804–1878).
Birkeland wuchs in Egersund auf. Zuerst ging er dort auf die Volksschule, dann bis 1848 in Stavanger aufs Gymnasium.
Sein Vater erlitt einen großen wirtschaftlichen Verlust, als Egersund 1843 abbrannte. So war er auf die finanzielle Unterstützung von Verwandten angewiesen, damit er überhaupt das Gymnasium absolvieren konnte. In dieser Zeit wuchs sein Interesse an der Politik. Ole Gabriel Ueland war in seiner Umgebung stark verankert. Dieser war auch ein Freund seines Vaters. 1848 legte er in Christiania das Examen artium ab. Ein Jahr später legte er das „Annenexamen“ ab. 1850 musste er sein Studium abbrechen und wurde Hauslehrer beim Fabrikbesitzer Knudsen in Eidsvoll. Dort las er die Briefe von Carsten Anker von 1814 und erfuhr auch die mündliche Tradition aus der Zeit der Reichsversammlung und über Nicolai Wergeland. So kam es, dass er sich als Historiker besonders für diese Zeit interessierte.

### Beamtenlaufbahn
1852 wurde Birkeland Assistent am Reichsarchiv, das zu dieser Zeit beim Kirchenministerium ressortierte. Er nahm sein Studium wieder auf und studierte Jura. 1855 legte er sein Staatsexamen ab. 1856 wurde er Kopist im Kirchenministerium. 1858 wurde er „fullmektig“. In diesem Amt war er unter anderem mit der Erstellung eines neuen Gesetzentwurfs zur Armenfürsorge befasst. 1863 übernahm er das Amt eines Reichsarchivars im Kirchenministerium. Die Jahre 1863–1874 waren die wirksamsten im Leben Birkelands. Als Reichsarchivar war er anfangs stark von administrativen Aufgaben in Anspruch genommen. Er hatte das Archiv in keinem guten Zustand übernommen. 1866 leitete er den Umzug des Archivs von Akershus in das Gebäude des Stortings. Er setzte die bereits begonnene Herausgabe der Stortings-Berichte fort. Diese Tätigkeit machte ihn besonders vertraut mit der Zeit ab 1814. 1874 verließ er das Reichsarchiv und wurde „Ekspedisjonssekretær“ im Kirchenministerium. Aber als das Reichsarchiv 1875 aus dem Kirchenministerium ausgegliedert wurde, wurde er wieder als Reichsarchivar eingesetzt.

### Politisches Wirken
Auf Grund seines großen Interesses an Geschichte und Politik war er auch Mitglied des Intellektuellenkreises Det lærde Holland, in dem auch Henrik Ibsen, Jakob Løkke, Ludvig Daae und Aasmund Olavsson Vinje verkehrten. In seiner Jugend war Birkeland radikaler Demokrat, Republikaner und Gegner des Skandinavismus gewesen. Aber in den 60er Jahren begann er den Skandinavismus zu unterstützen und wurde eher konservativ.
Birkeland war von 1869 bis 1894 Mitglied des Stadtrates in Kristiania. Im Herbst 1879 wurde ihm angeboten, in die Regierung einzutreten. Das lehnte er ab und gab als offizielle Begründung seine schwache Gesundheit an. Daraufhin wurde er als Delegierter von Christiania für das Storting gewählt. Er saß in zwei Sitzungsperioden 1880–1885 im Storting. Aber seine Krankheit und die Sorgen mit seiner Familie lasteten schwer auf ihm, so dass er nur selten an Debatten teilnahm. Hinzu kam ein wachsender Widerwille gegen das ganze parlamentarische Leben. So wurde er in den Gehalts- und Pensionsausschuss abgeschoben.
Er gehörte zur gemäßigt konservativen Fraktion, die demokratische Reformen mit neuen konservativen Garantien zu kombinieren trachtete. Birkeland verfolgte das Ziel, die norwegische Verfassung den übrigen Verfassungen Europas anzugleichen: Teilnahme der Minister an den Verhandlungen des Stortings, allgemeines Wahlrecht, Direktwahl und anderes mehr. Er war grundsätzlich Anhänger des Zweikammersystems und des Rechtes, das Parlament aufzulösen, wusste aber, dass gegenwärtig die Regierung und die Partei Høyre nicht für diese Idee waren. Es gelang ihm andererseits nicht, die Erwartungen, die man an ihn als Politiker stellte, zu erfüllen. Das lag zum einen an seiner kränklichen Konstitution, zum anderen an seiner langen Amtszeit im Ministerium, die ihm das passive Wahlrecht in das Storting lange verwehrt hatte.

### Wissenschaftliche Tätigkeit
Michael Birkeland gilt als bedeutender Historiker, obgleich seine wissenschaftliche Publikation nicht sehr umfangreich ist, was auch auf seine Krankheit und seine sehr kritische Haltung zu seinen eigenen Arbeiten zurückgeführt wird. Das meiste von ihm wurde erst nach seinem Tode in den dreibändigen Historiske Skrifter (1919–1925) veröffentlicht. Aber seine Forschungen wurden nicht nur unter seinem Namen veröffentlicht, sondern auch als Beiträge zu Werken anderer Verfasser.
Besonders arbeitete er über die Zeit der Union mit Dänemark; denn hier fand er die Voraussetzungen für die Ereignisse von 1814 und die Entstehung des neuen Norwegen. Dabei hob er mehr und mehr die positiven Seiten der Union mit Dänemark hervor. Der Großteil seiner Manuskripte und der Quellenabschriften galt dieser Zeit. Er hatte eine materialistische Sicht der Geschichte und befasste sich mit dem Leben und der Entwicklung der Massen. 1869 gründete er Den norske historiske forening und wurde ihr erster Vorsitzender. Daneben war er der erste Redakteur der Historisk tidsskrift (1869–1879).
1875 erhielt er für seine wissenschaftliche Arbeit den St.-Olav-Orden (Ritter).